# Братья Систерс
Братья Систерс (англ. The Sisters Brothers) — вестерн режиссёра Жака Одиара. Сценарий основан на одноимённом романе Патрика Девитта. Премьера состоялась на 75-м Венецианском кинофестивале 2 сентября 2018 года.

## Сюжет
1851 год, штат Орегон. Братья Систерс — опытные наёмники, которые работают на местного босса, известного под именем Командор. Младший брат Чарли — более агрессивный и импульсивный, и потому верховодит в паре; старший брат Элай — более спокойный и рефлексирующий человек. Чарли живёт одним днём и запросто спускает гонорар за очередное убийство на шлюх и выпивку, Элай же мечтает о семье и благоустроенном быте. Тяжёлое детство с крепким на руку отцом-алкоголиком изрядно ожесточило обоих, и бедовая пара не лезет за словом в карман…
Командор нанимает братьев Систерс для охоты за человеком по имени Уорм, владеющим секретом добычи золота. Их путь направляет разведчик Моррис, вошедший к жертве в доверие и сообщающий парочке обо всех её перемещениях.
Пока преследователи нагоняют Уорма и Морриса, последний узнаёт, что Уорм открыл вещество, помогающее добывать в речных отложениях драгоценный металл, и желает испытать его на приисках в соседней Калифорнии. Добытое богатство изобретатель-филантроп намеревается использовать для основания фаланстера — общины-поселения, построенного на социалистических идеалах. Образованный и сентиментальный аристократ, Моррис постепенно проникается к Уорму тёплыми чувствами и, после первой и последней схватки с ним, решается перейти на сторону добра.
Тем временем братья Систерс, добравшись до калифорнийского городка Мэйфилд и не получив от Морриса новых известий, наконец, понимают, что тот уже не на их стороне. Расправившись с головорезами матери-основательницы местечка, они завладевают большой суммой денег, которая позволяет им не заниматься больше грязной работой. Однако, они решаются продолжить погоню и, в конце концов, настигают Уорма и Морриса у горной речки. Отбив вместе с ними нападение последних наёмников мамаши Мэйфилд, они принимают решение оставить службу у Командора, и, вместо неё, заняться вместе со своими бывшими жертвами добычей золота. При этом Уорм сближается с Элаем, и Моррис находит общий язык с Чарли.
Поначалу смелый проект Уорма приводит к успеху, и четвёрке авантюристов удаётся выпарить из речных отложений немало драгоценного металла. Но, вдохновлённые удачей, друзья теряют всякую осторожность и, спустя несколько дней, неравнодушный  к спиртному Чарли нечаянно опрокидывает в речной затон целую бутыль едкого вещества. Все, кроме Элая, получают тяжёлые ожоги, причём меткий стрелок Чарли лишается правой руки, ампутированной в соседнем посёлке заезжим эскулапом, а Моррис и Уорм сначала слепнут, а затем умирают.
Некстати в городок прибывают новые наёмники, посланные по пятам братьев подозрительным Командором, который, как выясняется, смертельно болен и доживает последние дни. Отстреливаться от убийц приходится одному Элаю, и, после нелёгкой победы, оба твёрдо решают вернуться в Орегон и отплатить коварному боссу. Однако в особняке Командора они находят лишь гроб с остывшим телом его хозяина, и, вспомнив о Уорме, вышедший из себя Элай оскверняет труп, нанеся ему несколько сильных ударов.
Искусный ганфайтер Чарли стал теперь беспомощным инвалидом, зато братьям не нужно больше ни убивать, ни бороться за жизнь. Они возвращаются в родной дом, где с радостью встречают свою старую мать.

## В ролях
- Джон Си Райли — Элай Систерс
- Хоакин Феникс — Чарли Систерс
- Джейк Джилленхол — Джон Моррис
- Риз Ахмед — Уорм
- Рутгер Хауэр — Командор
- Ребекка Рут — Мэйфилд
- Эллисон Толман — салонная проститутка
- Кэрол Кейн — миссис Систерс, мать братьев
- Ян Реддингтон — отец братьев
- Альдо Маланд — юный Элай
- Тео Экзархопулос — юный Чарли
- Ричард Брейк — Рекс

## Критика
Фильм получил положительные оценки кинокритиков. На сайте Rotten Tomatoes фильм имеет рейтинг 82 % на основе 57 рецензии критиков со средней оценкой 7,2 из 10.
На сайте Metacritic фильм получил оценку 79 из 100 на основе 27 рецензий критиков, что соответствует статусу «в основном положительные отзывы».
Питер Брэдшоу из The Guardian дал фильму 4 из 5 звёзд, назвав его «невероятно приятным и забавным».
Уильям Биббиани из IGN присвоил ему 8 баллов из 10, сказав: «Джон К. Рейли и Хоакин Феникс, как наёмные убийцы на диком западе, которые достаточно умны, чтобы знать, что они должны быть умнее, [и] их поиски приводят к неожиданным, забавным и удивительно эмоциональным моментам».
Оуэн Глейбермен из Variety писал: «„Братья Систерс“ слишком лёгкий, чтобы быть настоящей драмой, и слишком тяжёлый, чтобы быть комедией».

## Производство
В 2011 году было объявлено, что права на экранизацию романа «Братья Систерс» были проданы продюсерской компании Джона С. Райли, и Райли должен был исполнить роль одного из братьев.
25 апреля 2016 года Deadline Hollywood сообщил, что Хоакин Феникс присоединился к проекту. В феврале 2017 года Variety сообщил, что Джейк Джилленхол присоединился к касту актёров, позже объявив, что Риз Ахмед также присоединился. В мае Variety заявил, что Annapurna Pictures будет продюсировать и финансировать фильм совместно с Why Not Productions, а Меган Эллисон будет исполнительным продюсером проекта.
Фильм начали снимать в начале июня 2017 года в испанском городе Альмерия и продолжили снимать в течение лета в Табернасе, Наварре и Арагоне.

## Прокат
По состоянию на 9 мая 2019 года «Братья Систерс» собрали 3,1 миллиона долларов в Соединённых Штатах и Канаде и 10 миллионов долларов на других территориях при общем мировом доходе в 13,1 миллиона долларов при производственном бюджете в 38 миллионов долларов.

## Награды и номинации
- 2018 — приз «Серебряный лев» за лучшую режиссуру (Жак Одиар) на Венецианском кинофестивале.
- 2018 — номинация на приз зрительских симпатий на кинофестивале в Сан-Себастьяне.
- 2018 — номинация на премию Луи Деллюка за лучший фильм.
- 2019 — 4 премии «Сезар»: лучший режиссёр (Жак Одиар), лучшая операторская работа (Бенуа Деби), лучшая работа художника-постановщика (Мишель Бартелеми), лучший звук (Бригитта Тайяндье, Валери Лой, Сирил Хольц). Кроме того, лента получила 5 номинаций: лучший фильм, лучший адаптированный сценарий (Жак Одиар, Тома Бидеген), лучшая оригинальная музыка (Александр Деспла), лучший монтаж (Жюльетта Вельфлинг), лучшие костюмы (Милена Канонеро).
- 2019 — три премии «Люмьер»: лучший фильм, лучший режиссёр (Жак Одиар), лучшая операторская работа (Бенуа Деби). Кроме того, лента получила номинацию за лучшую оригинальную музыку (Александр Деспла).
- 2019 — номинация на премию «Спутник» за лучшую оригинальную музыку (Александр Деспла).
- 2020 — номинация на премию «Магритт» за лучшую операторскую работу (Бенуа Деби).